# Wyszcza liha (2005/2006)
Wyszcza liha w piłce nożnej 2005/2006 – XV edycja najwyższych w hierarchii rozgrywek ligowych ukraińskiej klubowej piłki nożnej. Sezon rozpoczął się 12 lipca 2005, a zakończył się 10 maja 2006.

## Drużyny
Zespoły występujące w Wyszczej Lidze 2005/2006
- Arsenał Kijów
- Czornomoreć Odessa
- Dnipro Dniepropetrowsk
- Dynamo Kijów
- FK Charków
- Illicziweć Mariupol
- Krywbas Krzywy Róg
- Metalist Charków
- Metałurh Donieck
- Metałurh Zaporoże
- Stal Ałczewsk
- Szachtar Donieck
- Tawrija Symferopol
- Wołyń Łuck
- Worskła Połtawa
- Zakarpattia Użhorod

Uwagi
- – zespoły, które awansowały z Pierwszej ligi edycji 2004/05.
- Przed rozpoczęciem sezonu Worskła Połtawa nazywała się Worskła-Naftohaz Połtawa.
- Przed rozpoczęciem sezonu FK Charków nazywał się Arsenał Charków.

## Stadiony
| Lp. | Klub                   | Miasto          | Stadion               | Pojemność |
| --- | ---------------------- | --------------- | --------------------- | --------- |
| 1   | Arsenał Kijów          | Kijów           | NSK Olimpijski        | 83 450    |
| 2   | Czornomoreć Odessa     | Odessa          | Stadion Czornomorec   | 34 362    |
| 3   | Dnipro Dniepropetrowsk | Dniepropetrowsk | Stadion Dnipro Meteor | 24 381    |
| 4   | Dynamo Kijów           | Kijów           | Stadion Dynamo        | 16 873    |
| 5   | FK Charków             | Charków         | Stadion Metalist      | 43 000    |
| 6   | Illicziweć Mariupol    | Mariupol        | Stadion Illicziweć    | 12 680    |
| 7   | Krywbas Krzywy Róg     | Krzywy Róg      | Stadion Metałurh      | 29 782    |
| 8   | Metalist Charków       | Charków         | Stadion Metalist      | 43 000    |
| 9   | Metałurh Donieck       | Donieck         | Stadion Metałurh      | 5 094     |
| 10  | Metałurh Zaporoże      | Zaporoże        | Stadion Metałurh      | 11 883    |
| 11  | Stal Ałczewsk          | Ałczewsk        | Stadion Stal          | 9 200     |
| 12  | Szachtar Donieck       | Donieck         | Stadion Szachtar      | 31 718    |
| 13  | Tawrija Symferopol     | Symferopol      | Stadion Łokomotyw     | 20 000    |
| 14  | Wołyń Łuck             | Łuck            | Stadion Awanhard      | 12 080    |
| 15  | Worskła Połtawa        | Połtawa         | Stadion Worskła       | 24 795    |
| 16  | Zakarpattia Użhorod    | Użhorod         | Stadion Awanhard      | 12 000    |

## Końcowa tabela
| #  | Klub                    | M  | Z  | R  | P  | Gole  | Pkt |
| 1  | Szachtar Donieck        | 31 | 24 | 6  | 1  | 66-15 | 78  |
| 2  | Dynamo Kijów            | 31 | 23 | 6  | 2  | 69-22 | 75  |
| 3  | Czornomoreć Odessa      | 30 | 13 | 16 | 11 | 36-31 | 45  |
| 4  | Ilicziweć Mariupol      | 30 | 12 | 7  | 11 | 30-34 | 43  |
| 5  | Metalist Charków        | 30 | 12 | 7  | 11 | 35-42 | 43  |
| 6  | Dnipro Dniepropietrowsk | 30 | 11 | 10 | 9  | 33-23 | 43  |
| 7  | Tawrija Symferopol      | 30 | 11 | 6  | 13 | 29-31 | 39  |
| 8  | Metałurh Zaporoże       | 30 | 11 | 6  | 13 | 32-40 | 39  |
| 9  | Metałurh Donieck        | 30 | 10 | 9  | 11 | 35-35 | 39  |
| 10 | Worskła Połtawa         | 30 | 9  | 10 | 11 | 28-34 | 37  |
| 11 | Stal Ałczewsk           | 30 | 9  | 9  | 12 | 26-39 | 36  |
| 12 | Arsenał Kijów           | 30 | 9  | 8  | 13 | 31-39 | 35  |
| 13 | FK Charków              | 30 | 9  | 6  | 15 | 29-36 | 33  |
| 14 | Krywbas Krzywy Róg      | 30 | 9  | 6  | 15 | 27-35 | 33  |
| 15 | Wołyń Łuck              | 30 | 9  | 6  | 15 | 31-45 | 33  |
| 16 | Zakarpattia Użhorod     | 30 | 3  | 6  | 21 | 17-53 | 15  |

## Złoty mecz
14 maja 2006, Odessa.
Szachtar Donieck - Dynamo Kijów - 2:1 (0:0) (1:1), po dogr.
Mistrza wyłoniono po dodatkowym meczu pomiędzy Dynamem Kijów i Szachtarem Donieck (po zakończeniu rozgrywek oba kluby miały tyle samo punktów). Dodatkowy mecz zwany "złotym meczem" rozegrano 14 maja 2006 w Odessie i zakończył się wynikiem 2-1 (po dogrywce) dla Szachtara.
Legenda:
|  | – Liga Mistrzów UEFA |
|  | – Puchar UEFA        |
|  | – Puchar Intertoto   |
|  | – spadek             |

## Najlepsi strzelcy
| #  | Strzelec           | Drużyna                              | Mecze | Bramki(karne) |
| -- | ------------------ | ------------------------------------ | ----- | ------------- |
| 1  | Brandão            | Szachtar Donieck                     | 26    | 15            |
| 1  | Emmanuel Okoduwa   | Arsenał Kijów                        | 29    | 15            |
| 3  | Ołeksandr Kosyrin  | Metałurh Donieck                     | 27    | 13 (2)        |
| 3  | Serhij Rebrow      | Dynamo Kijów                         | 27    | 13 (2)        |
| 3  | Wasyl Saczko       | Wołyń Łuck                           | 30    | 13            |
| 6  | Kléber             | Dynamo Kijów                         | 23    | 11            |
| 7  | Diogo Rincón       | Dynamo Kijów                         | 23    | 10 (4)        |
| 7  | Ara Akowjan        | Stal Ałczewsk                        | 27    | 10 (3)        |
| 7  | Matuzalem          | Szachtar Donieck                     | 28    | 10 (1)        |
| 10 | Serhij Szyszczenko | Metałurh Donieck / Metałurh Zaporoże | 27    | 9             |
| 10 | Wasil Gigiadze     | Krywbas Krzywy Róg                   | 29    | 9 (4)         |

## Medaliści
(liczba meczów i goli w nawiasach)
| 1. Szachtar Donieck |
| Bramkarzy: Jan Laštůvka (13 / -6), Dmytro Szutkow (9 / -2), Bohdan Szust (9 / -7). Obrońcy: Mariusz Lewandowski (21 / 1), Wjaczesław Szewczuk (20), Răzvan Raț (18), Tomáš Hübschman (16), Tolga Seyhan (15), Flavius Stoican (13), Dmytro Czyhrynski (11 / 3), Leonardo (5), Ihor Korotecki (2). Pomocnicy: Francelino Matuzalém (28 / 10), Anatolij Tymoszczuk (27 / 5), Elano (25 / 5), Igor Duljaj (24), Jádson (23 / 7), Fernandinho (23 /1), Darijo Srna (21 / 2). Napastnicy: Brandão (26 / 15), Ołeksij Bielik (23 / 7), Ciprian Marica (22 / 5), Andrij Worobiej (16 / 1), Julius Aghahowa (14 / 1). Trener: Mircea Lucescu. Odeszli w sezonie: Rusłan Fomin (6 / 1) (Metalist Charków), Cosmin Bărcăuan (2) (Krylja Sowietow Samara), Zvonimir Vukić (2) (Portsmouth F.C.), Denys Kułakow (0) (Illicziweć Mariupol), Nenad Lalatović (0) (FK Zemun), Stipe Pletikosa (0) (Hajduk Split). |
| 2. Dynamo Kijów |
| Bramkarzy: Ołeksandr Szowkowski (24 / -17), Ołeksandr Rybka (6 / -4), Taras Łucenko (1 / -1). Obrońcy: Rodolfo (25 / 3), Władysław Waszczuk (24 / 1), Serhij Fedorow (21), Andrij Nesmaczny (19), Badr El Kaddouri (16), Goran Gavrančić (15 / 4), Andriej Jeszczenko (10 / 1), Rodrigo (7), Goran Sablić (3), Marjan Marković (1). Pomocnicy: Rusłan Rotań (28 / 4), Walancin Bialkiewicz (25 / 3), Ołeh Husiew (24 / 4), Diogo Rincón (23 / 10), Ayila Yussuf (14 / 3), Florin Cernat (13 / 1), Jerko Leko (6), Taras Mychałyk (5), Tiberiu Ghioane (2). Napastnicy: Serhij Rebrow (27 / 13), Kléber (23 / 11), Maksim Shatskix (22 / 5), Artem Miłewski (16 / 3), Māris Verpakovskis (9 / 1), Otar Marcwaladze (4), Miloš Ninković (3). Trener: Łeonid Buriak (5 meczów do sierpnia), Anatolij Demjanenko (25 meczów od sierpnia). Odeszli w sezonie: Ołeksandr Alijew (5 / 1) (Metałurh Zaporoże), Georgi Peew (4 / 1) (Dnipro Dniepropetrowsk), Edgaras Česnauskis (3) (Saturn Ramienskoje), Ołeksandr Romanczuk (0) (Arsenał Kijów). |
| 3. Czornomoreć Odessa |
| Bramkarzy: Witalij Rudenko (22 / -21), Hennadij Altman (8 / -10). Obrońcy: Serhij Biłozor (28 / 1), Andrej Astrouski (20), Serhij Symonenko (18), Dmytro Hryszko (17), Kachaber Mżawanadze (10), Pawieł Kirylczyk (9 / 1), Ołeh Ptaczyk (4). Pomocnicy: Rusłan Hiłaziew (30), Wałentyn Połtaweć (28 / 4), Andrij Kyrłyk (26 / 6), Ilia Kandelaki (22), Jewhen Łucenko (21 / 1), Wiktor Docenko (15), Jauhien Łaszankou (13 / 3), Serhij Zhura (10), Ołeksandr Kłymenko (7), Serhij Danyłowski (4), Roman Łucenko (1). Napastnicy: Iurie Miterev (21 / 6), Wiaczesław Tereszczenko (15 / 1), Igor Bugaiov (11 / 2), Siergiej Osipow (10 / 1), Ołeksandr Kosyrin (7 / 7), Ołeksandr Zhura (7), Artem Jaszkin (6). Trener: Semen Altman. Odeszli w sezonie: Zsolt Nagy (8 / 1) (Vasas SC), Wołodymyr Ostrouszko (8) (Zoria Ługańsk), Władysław Waszczuk (6) (Dynamo Kijów). |

Uwaga: Piłkarze oznaczone kursywą występowali również na innych pozycjach.